# Hôpital Tarnier
L'hôpital Tarnier (autrefois clinique Tarnier) est un hôpital de l'Assistance publique - Hôpitaux de Paris (AP-HP) situé dans le 6e arrondissement de Paris. Il est rattaché à l'hôpital Cochin.
Dénommé clinique d'Assas à sa création en 1881, cet établissement qui recevra le nom du titulaire de la première chaire de clinique d'accouchement, Stéphane Tarnier après 1897, est situé au no 89 de la rue d'Assas. Il est principalement desservi par la RER B, station Port-Royal.

## Situation et accès

### Situation
Le bâtiment est situé dans un triangle formé par la rue d'Assas, une des principales voies du quartier Notre-Dame-des-Champs, dans le 6e arrondissement de Paris, la rue des Chartreux dans ce même quartier  et l'avenue de l'Observatoire, qui sépare ce quartier du 5e arrondissement  .

### Accès
L'établissement est notamment desservi par la ligne B du RER à la gare de Port-Royal.

## Histoire

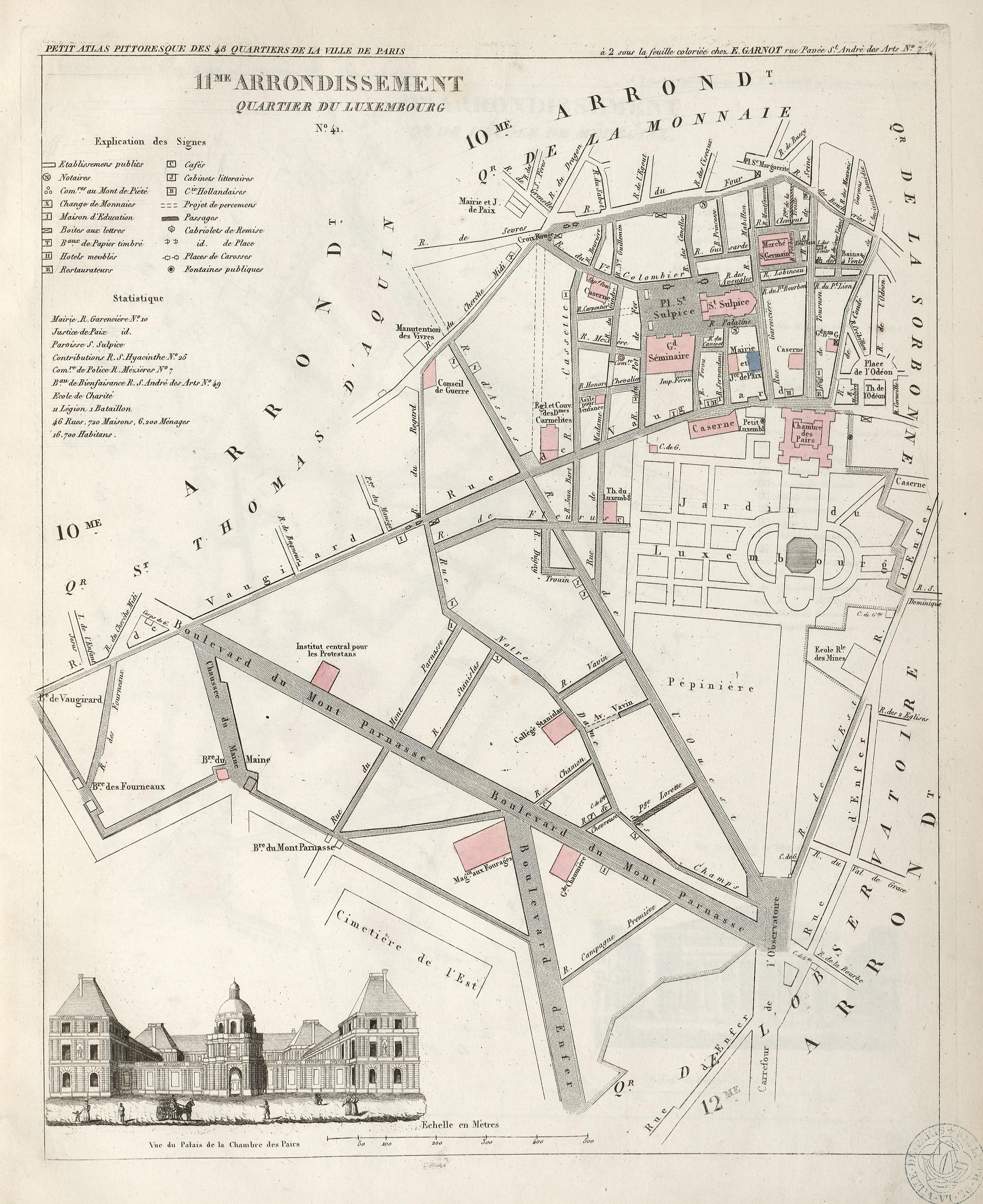
Emplacement de la pépinière dans la première moitié du XIXe siècle, Petit atlas pittoresque.

La nouvelle « clinique d'accouchement » est construite par Léon Ginain à l'extrémité de la rue d'Assas, à l'emplacement de l'ancienne pépinière du jardin du Luxembourg. Elle est inaugurée en avril 1881 et compte alors 74 lits.
En 1886, le médecin et obstétricien français Stéphane Tarnier est nommé à la chaire de la rue d'Assas (anciennement rue de l'Ouest), et le transforme en centre d’accouchement et de prise en charge des parturientes et de leurs enfants, dénommé « clinique d'Assas ». 
Après sa mort, l'établissement sera renommé « clinique Tarnier ». En 1904, un haut-relief rappelant son œuvre est installée à la pointe du bâtiment, à l'angle de la rue d'Assas et de l'avenue de l'Observatoire. Au début du XXe siècle, des agrandissements (notamment, la création d'un étage) sont prévus mais ils ne sont jamais effectués. Sous l'impulsion du Dr Paul Bar, ancien élève de Stéphane Tarnier, l'établissement bénéficie de l'installation d'une salle d'opérations et d'une salle de stérilisation.
En 1946, la clinique devient un centre de néo-natalogie équipé des moyens techniques les plus modernes de l'époque, puis en juillet 1960 la clinique se transforme pour devenir un service de dermatologie qui est rattaché à l'hôpital Cochin. À la fin du XXe siècle, cette structure accueille chaque semaine près de huit cents personnes en consultation et le personnel médical effectue environ trois cents opérations par mois.
Durant les années 2010, l'hôpital abritait toujours des consultations en psychiatrie et en dermato-vénérologie ; ces dernières ont été relocalisées sur le site de Port-Royal en juillet 2021. Le site de l'hôpital Tarnier, considéré comme de plus en plus vétuste, fait l'objet d'un projet de la ville de Paris présenté en 2021. L'ancienne clinique doit être transformée en lieu dédié à des activités de formation, de recherche et associatives axées autour de la thématique de la santé des femmes. Les travaux de réhabilitation doivent commencer en 2025.

Hôpital Tarnier
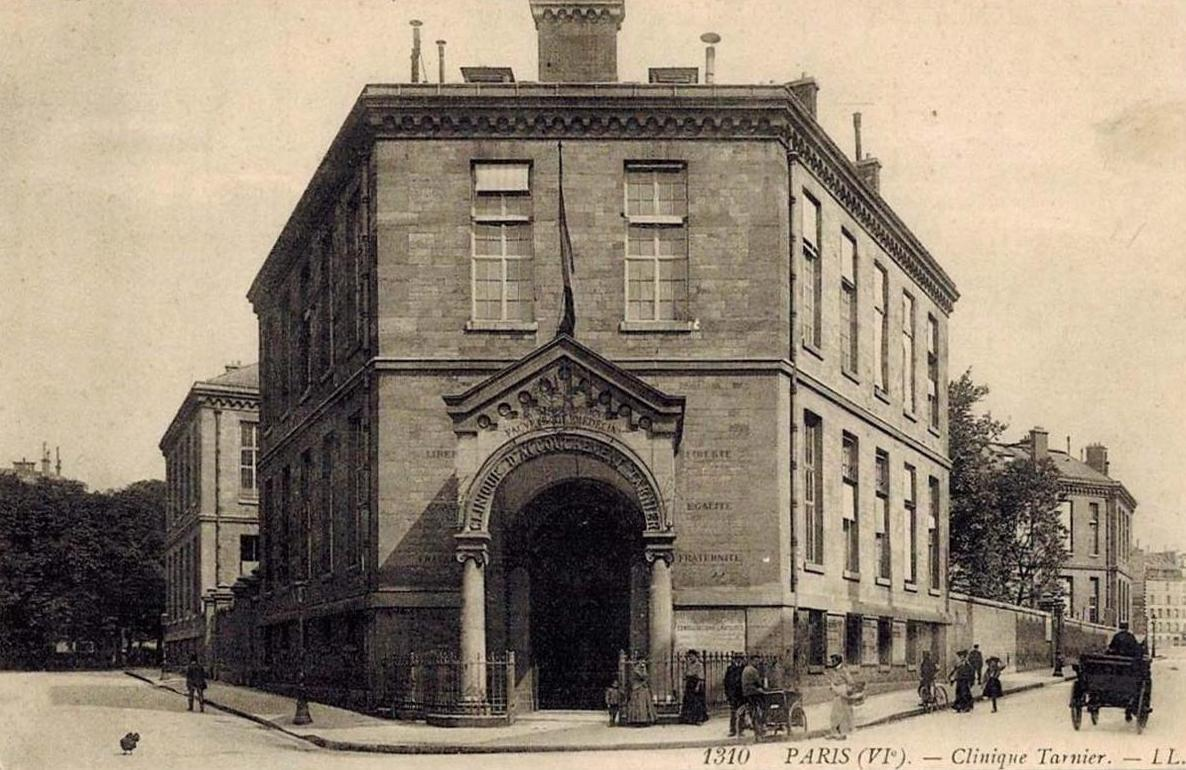
Carte postale du début du Xxe siècle.
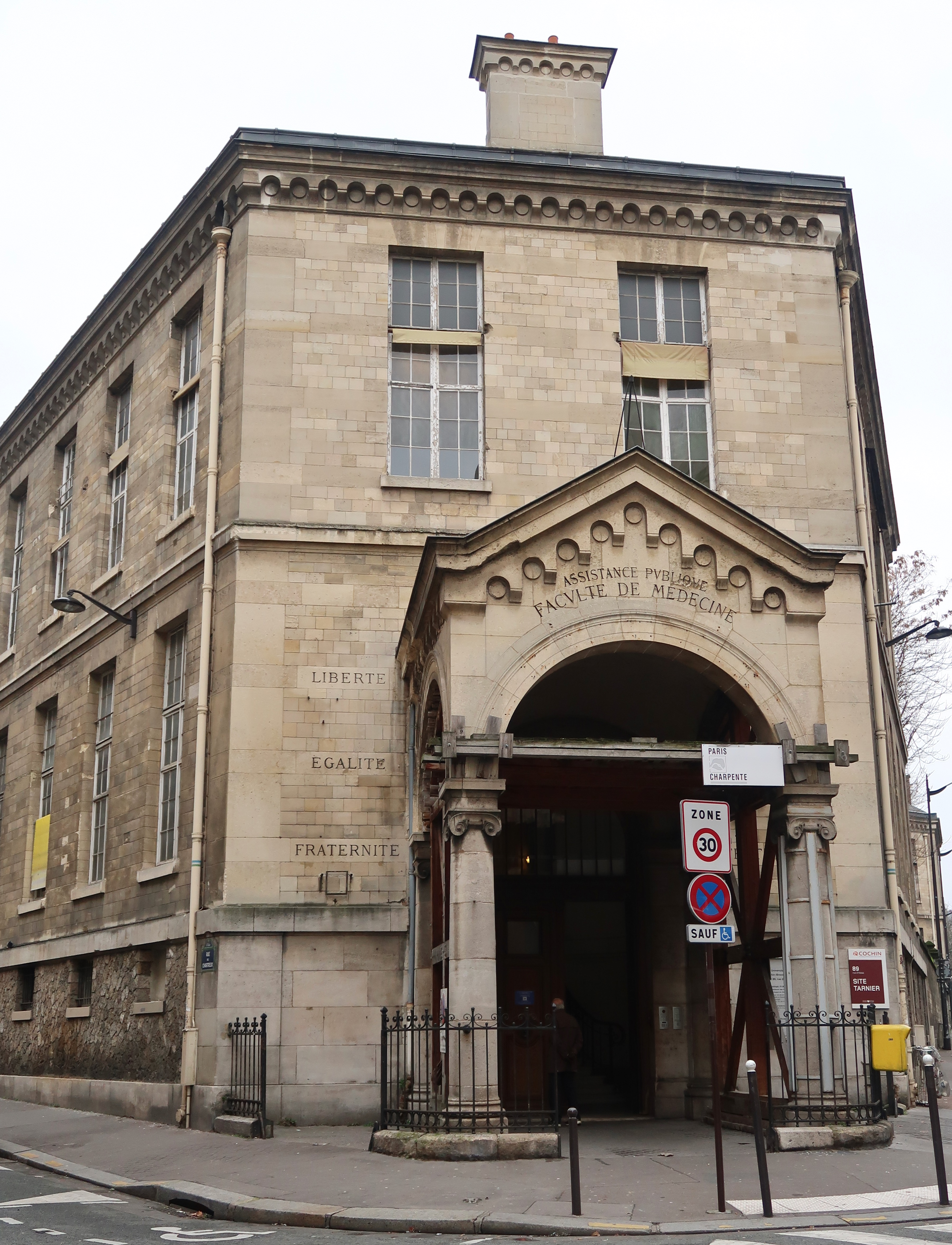
Porche à l'angle de la rue d'Assas et de la rue des Chartreux.
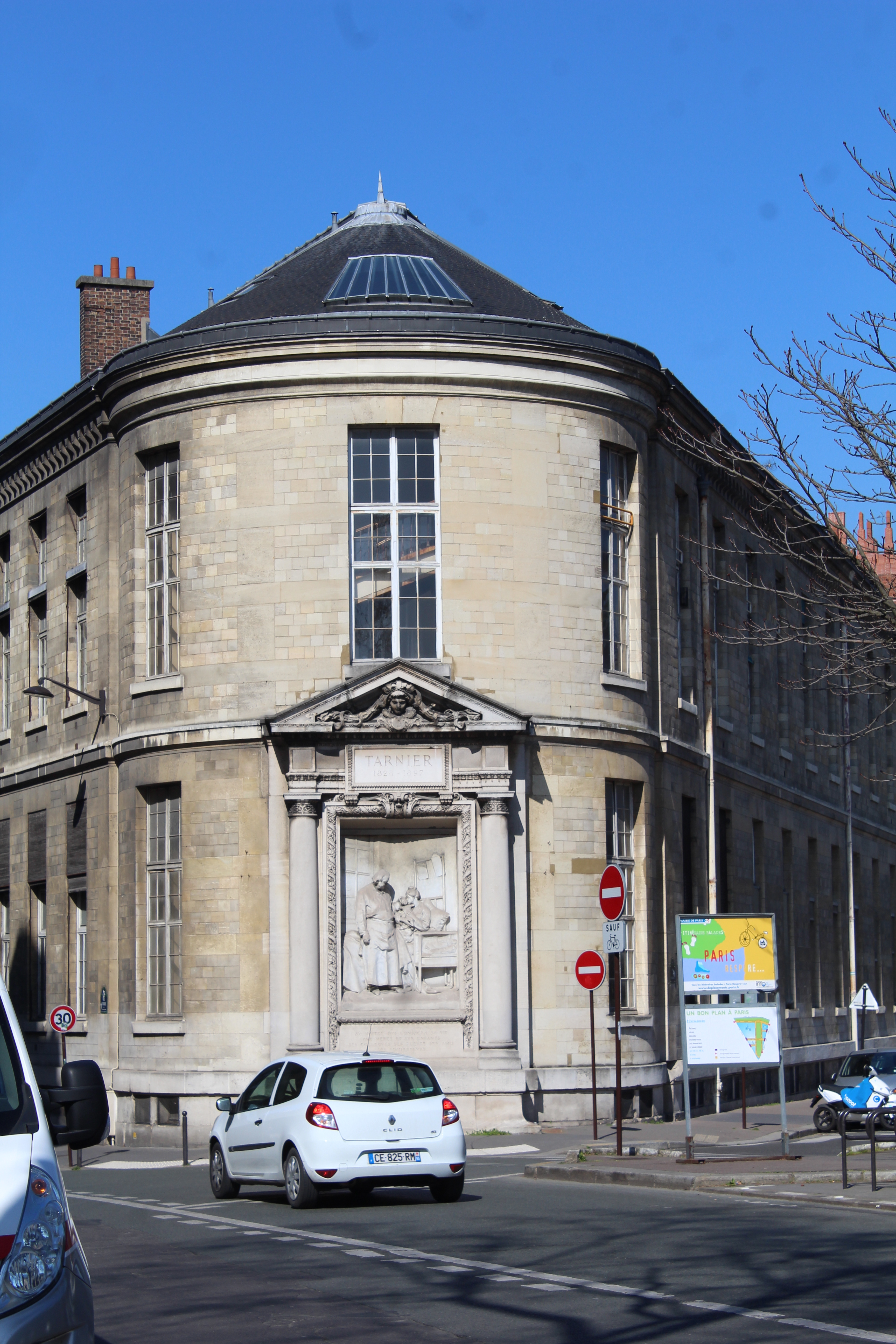
Vue depuis l'avenue de l'Observatoire.
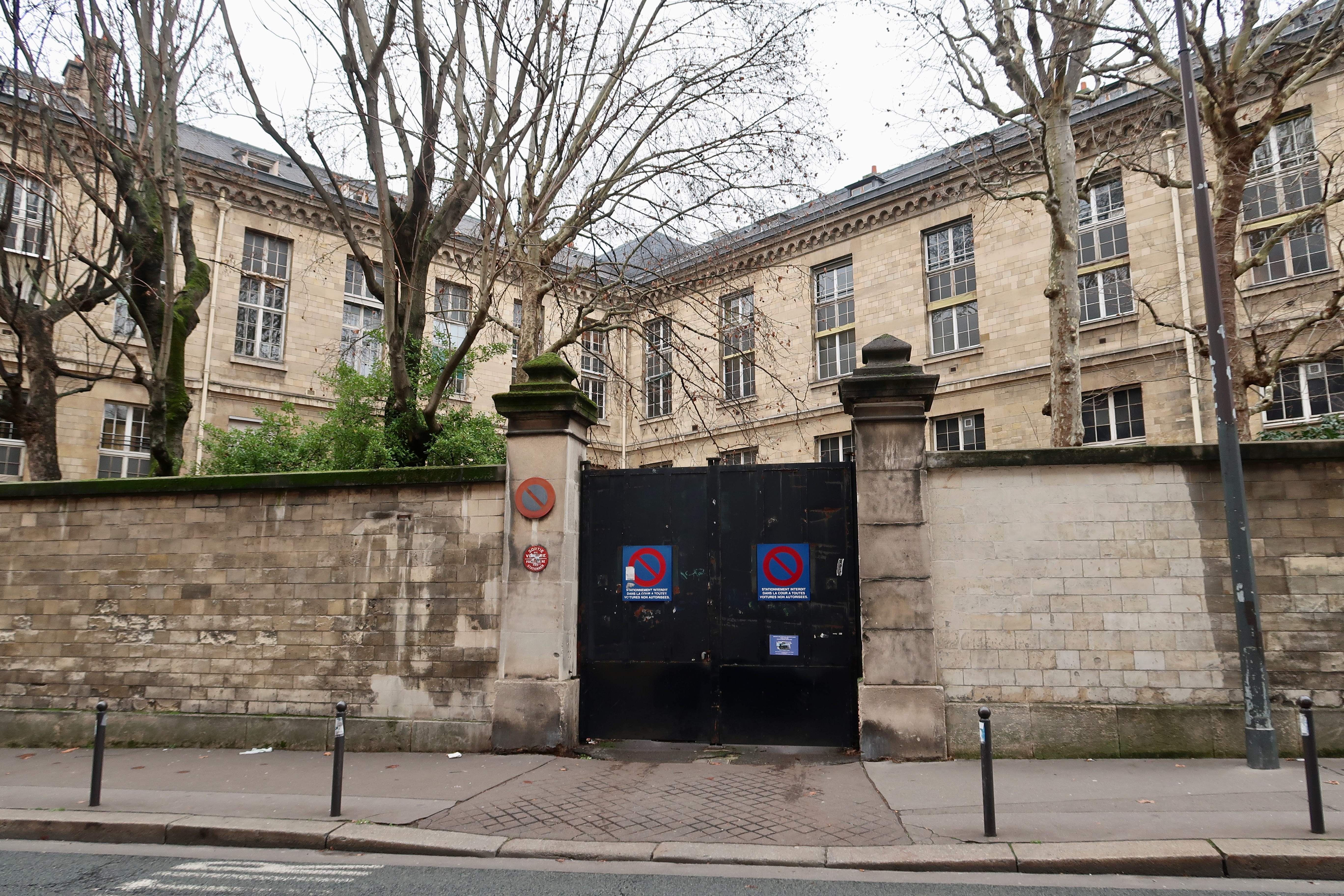
Entrée des véhicules, rue d'Assas.
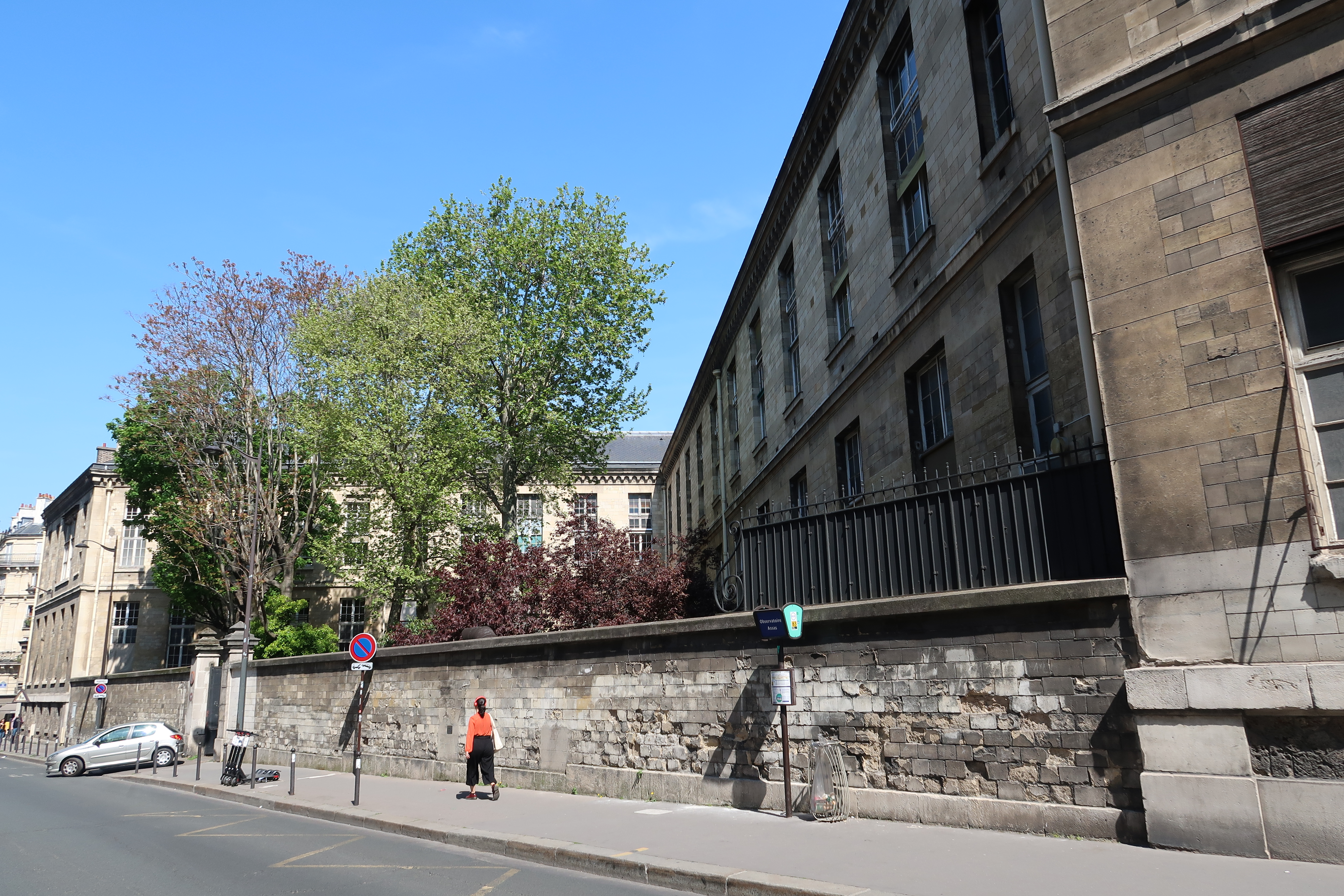
Mur d'enceinte, rue d'Assas.

## Historique de la chaire de la clinique obstétricale (1886-1960)
Voici, ci-dessous, la liste des détenteurs de la chaire de la clinique obstétricale de l'établissement jusqu'en 1960  :
| - 1886-1897 : Professeur Stephane Tarnier. - 1898-1907 : Professeur Pierre-Constant Budin. - 1907-1922 : Professeur Paul Bar. - 1922-1937 : Professeur Auguste Brindeau. - 1937-1942 : Professeur Cyrille Jeannin. | - 1942-1944 : Professeur Henri Vignes, puis professeur Louis Portes. - 1944-1955 : Professeur Pierre Lantuéjoul. - 1955-1957 : Professeur Jacques Varangot. - 1958-1960 : Professeur Robert Merger. |

## Organisation
Rattaché au groupe hospitalo–universitaire « AP-HP Centre – Université Paris-Cité » et directement à l'hôpital Cochin, situé à proximité (mais dans le 14e arrondissement), l'établissement propose un service de consultations psychiatriques dirigés par le Pr Bernard Granger, dont une unité de jour prenant en charge diverses pathologies liées à des troubles du comportement[réf. obsolète].

## Monument au professeur Tarnier
Il s'agit d'un haut-relief créé à l'angle de la rue d'Assas et du boulevard de l'Observatoire et consacré au souvenir du professeur Stéphane Tarnier. Cette œuvre, inaugurée en 1905, a été réalisée par le sculpteur Denys Puech (1854-1942),.
- Monument dédié au Pr Tarnier

Monument dédié au Tarnier
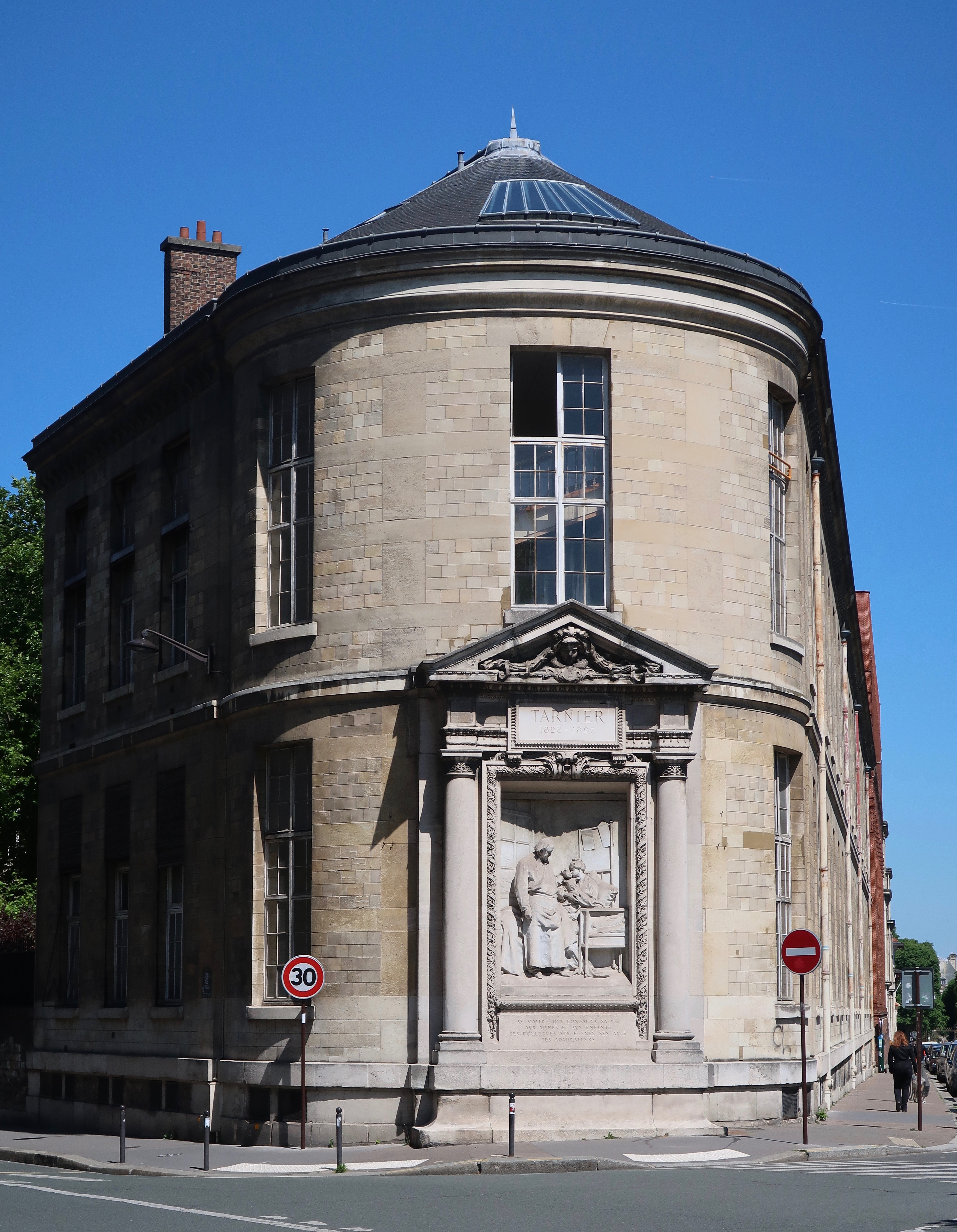
Vue d'ensemble depuis l'avenue de l'Observatoire.
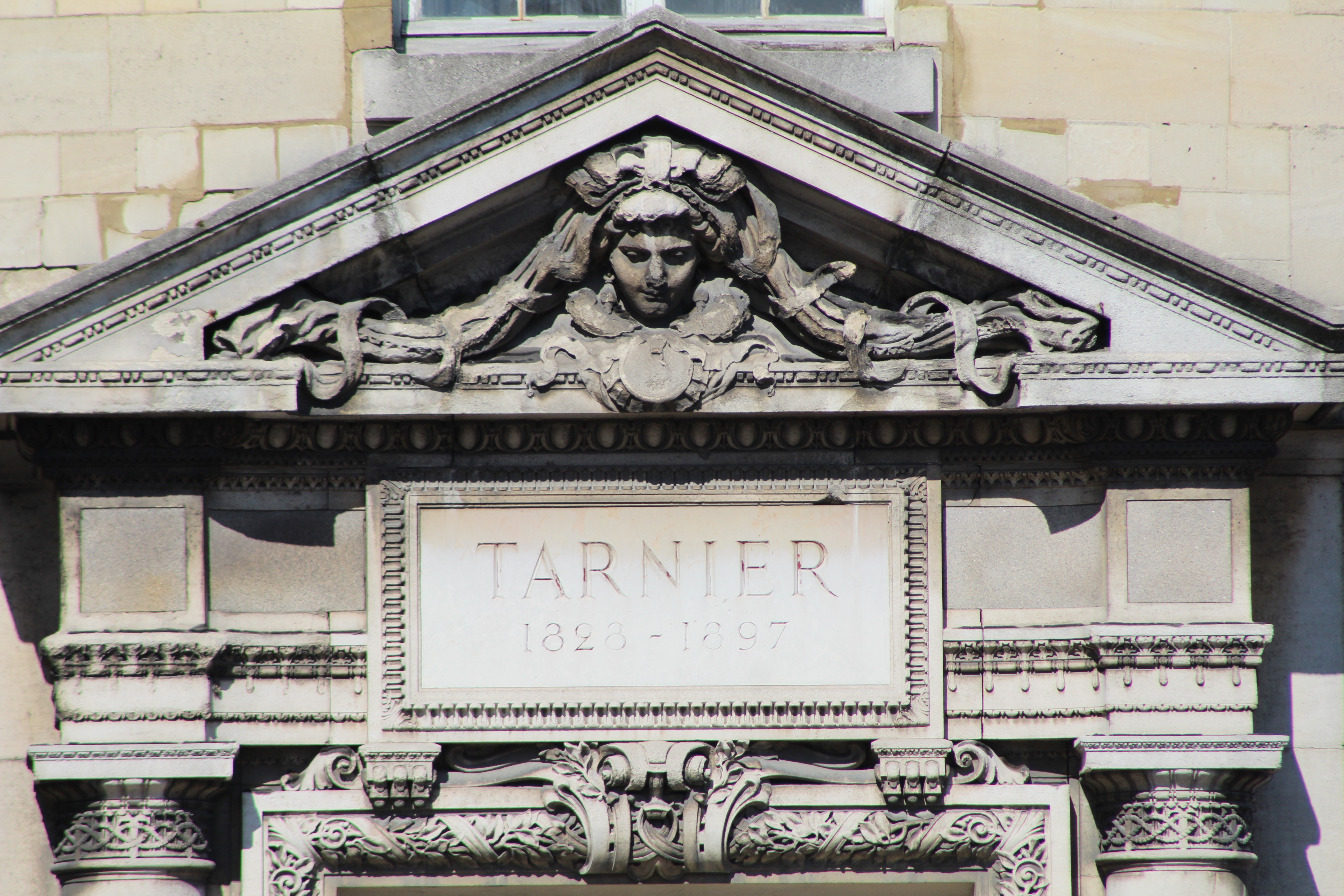
Détail du fronton.
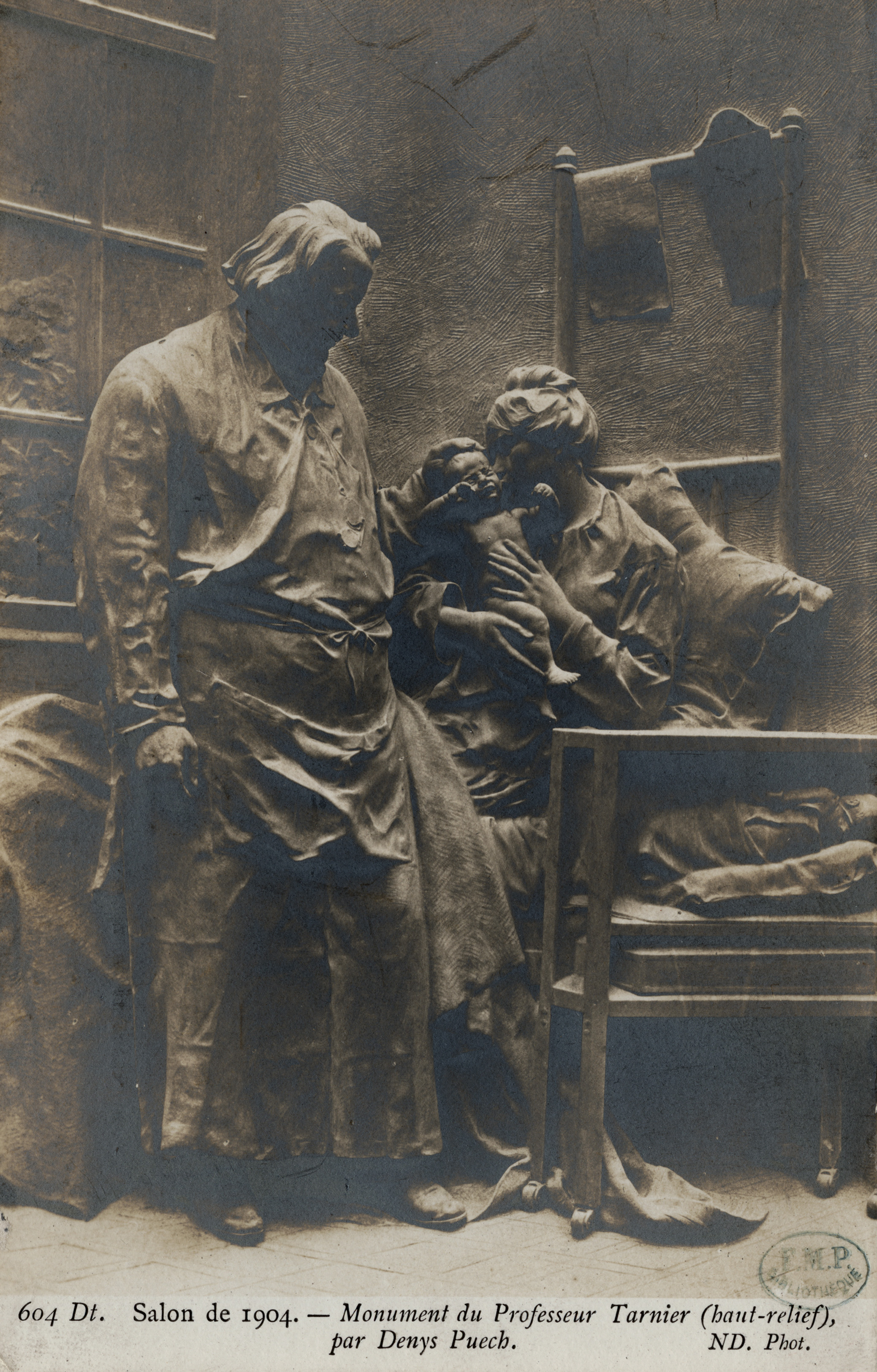
Détail du haut-relief.